# 入れ替え戦
入れ替え戦（いれかえせん）は、主にピラミッド式のスポーツリーグにおいて、レギュラーシーズン終了後に上部リーグの下位と下部リーグの上位で対戦し、次シーズンの上部・下部リーグの振り分けを決める試合である。ポストシーズンのひとつであり、リーグによってはプレーオフと呼ぶ場合もある。

## 概略
実力別でディヴィジョンを分けたリーグ（実力別で分ける方法と機械的にブロック分けを行う方法がある）の場合、ディヴィジョン分けを行う最大の理由は、加盟チームの増加によるリーグ運営の都合でリーグ公式戦数を減少させる（加盟チーム数が多くなると総当たり戦の実施が不可能になる）為なので、必然的に上位リーグと下位リーグの間で構成チームの入れ替えが必要になる。その入れ替えシステムの選択肢の一つとして入れ替え戦方式が採られる。また前述のような運営システム上の理由の他にも、入れ替え戦や下部への降格が存在することによる危機感によって下位チームのモチベーションを維持させる効果に加え、リーグ戦における消化試合の抑制にも期待されている。
多くの場合、そのシーズンのリーグ戦が全て終了した後に行われ、試合方法は一発勝負または短期決戦により行われる。その結果の勝者は次季リーグ戦で上部のリーグ、敗者は下部リーグで戦う事になる。競技種目によっては決着が付かない場合（引き分けや勝ち数と負け数が同数の場合など）は入れ替え無しとする場合もある。
競技連盟によっては入れ替え戦を行わず、最終順位により自動入れ替えを行ったり、自動入れ替えと入れ替え戦を併用して行うものもある。また自動昇格や入れ替え戦出場に成績以外の条件が付く場合もあり（上部リーグのクラブライセンスが付与されていることなど）、この場合は対象順位に条件を満たさないチームが入った場合は自動昇格や入れ替え戦出場が見送られ、自動入れ替えや入れ替え戦出場枠も減らされることが多いが、競技種目連盟の正会員でないチームが自動昇格や入れ替え戦出場が可能な順位に入った場合は、そのチームを除いた順位で自動昇格や入れ替え戦の対象チームを決める場合もある。
上部リーグのチームが退会したり、成績以外のなんらかの理由によるペナルティとして降格となり、上部リーグに欠員が生じる場合もある。その場合、競技種目連盟の事情により、繰り上げ昇格や欠員のままリーグ戦を行うが、欠員発生がリーグ戦開始前の場合は繰り上げ昇格とする場合が多い。その一方、上部リーグのチーム数を削減する場合など降格枠を増やす必要が生じた場合は、自動入れ替えのみのリーグであってもそのシーズンに限り入れ替え戦が追加で実施される場合もある。
リーグによっては、戦時体制・パンデミック・ストライキ等などの理由により、長期の開幕延期・中断・繰り上げ閉幕が発生して一定数以上の試合が行われなかった場合は、リーグ戦不成立として自動入れ替えや入れ替え戦を中止とする場合もある。

## 日本で入れ替え戦を採用しているリーグ

### 入れ替え戦のみ実施のリーグ

#### 社会人（アマチュア）スポーツ
- Vリーグ（詳細はV・チャレンジマッチを参照のこと）

但し、初期のころは日本リーグ（プレミアリーグ）最下位と実業団リーグ（チャレンジリーグ）の1位が次年度の自動入れ替えとしていた時期があった。
- バスケットボール女子日本リーグ

2012-13年から2部のW1が廃止（1部のWリーグのみ）されたため、入れ替え戦も実施しない。
- Xリーグ

#### 学生スポーツ
- 大学野球（採用しているリーグとしていないリーグがある。下記は採用している場合のみ。多くの場合、上位リーグの最下位対下位リーグの優勝チームの対戦のみである）
  - 硬式野球
    - 北海道学生野球連盟
    - 札幌学生野球連盟
    - 北東北大学野球連盟
    - 南東北大学野球連盟
    - 関甲新学生野球連盟
    - 千葉県大学野球連盟
    - 東京新大学野球連盟
    - 東都大学野球連盟
    - 首都大学野球連盟
    - 神奈川大学野球連盟
    - 北陸大学野球連盟
    - 愛知大学野球連盟
    - 京滋大学野球連盟
    - 近畿学生野球連盟
    - 阪神大学野球連盟
    - 中国地区大学野球連盟
    - 四国地区大学野球連盟
    - 関西大学野球連合

  - 準硬式野球
    - 北海道地区大学準硬式野球連盟
    - 東北地区大学準硬式野球連盟・東北大学リーグ（同連盟配下には固定制リーグもある）
    - 東都大学準硬式野球連盟
    - 神奈川大学準硬式野球連盟
    - 北関東大学準硬式野球連盟
    - 新関東大学準硬式野球連盟
    - 東海地区大学準硬式野球連盟・東海地区リーグ（同連盟配下には固定制リーグもある）
    - 関西医歯薬準硬式野球連盟
    - 中国地区大学準硬式野球連盟
    - 四国地区大学準硬式野球連盟
    - 福岡県大学準硬式野球連盟
- 大学ラグビー（採用しているリーグとしていないリーグがある。下記は採用している場合のみ。）
  - 北海道地区学生ラグビーフットボール連盟
  - 東北地区大学ラグビーリーグ
  - 関東大学ラグビーリーグ戦グループ
  - 関東大学ラグビー対抗戦グループ
  - 東海学生ラグビーリーグ
  - 関西大学ラグビーフットボールリーグ
  - 九州学生ラグビーフットボールリーグ
- 大学アメリカンフットボール（採用しているリーグとしていないリーグがある。下記は採用している場合のみ。）
  - 北海道学生アメリカンフットボール連盟
  - 関東学生アメリカンフットボール連盟
  - 東海学生アメリカンフットボール連盟
  - 北陸学生アメリカンフットボール連盟
  - 関西学生アメリカンフットボール連盟
  - 中四国学生アメリカンフットボール連盟
  - 九州学生アメリカンフットボール連盟
- 大学サッカー
  - 関東大学サッカー連盟
- 大学バレーボール
  - 関東大学バレーボール連盟
- 大学バスケットボール
  - 東北大学バスケットボール連盟
  - 関東大学バスケットボール連盟
  - 関東大学女子バスケットボール連盟
  - 東海学生バスケットボール連盟
  - 関西学生バスケットボール連盟
  - 九州学生バスケットボール連盟
- 大学卓球
  - 関東学生卓球連盟
- 大学ラクロス
- 大学相撲
- 大学ソフトボール
- 大学テニス

※学生スポーツなども参照の事。

### 自動入れ替えと入れ替え戦を併用しているリーグ

#### プロスポーツ
- Jリーグ
J1とJ2の間
  - J1とJ2の入れ替えは自動入れ替えと入れ替え戦（「J1参入プレーオフ」）の併用。
  - 2008年まではJ1・J2入れ替え戦を実施しており、「自動入れ替えと入れ替え戦の併用」だった。
  - 2009年から2017年までは自動入れ替えのみだった。
  - なお、2012年から2017年まではJ1の下位3クラブと、J2の上位2クラブの自動入れ替えは変更せず、J2のもう1クラブの自動入れ替え枠をかけて、J2の3-6位（ただしJ1ライセンスの保有（J1リーグ昇格基準を満たすこと）が条件）を対象とした「J1昇格プレーオフ」を開催した。

J2とJ3の間
  - J2リーグの参加数が22クラブとなったため、2014年から2016年までJ2とJ3リーグとの入れ替えにJ2の下位2クラブとJ3の上位2クラブ（ただしJリーグ準加盟、かつJ1またはJ2ライセンス保有（J2昇格基準を満たすこと）が条件）を対象として、自動入れ替えと入れ替え戦を併用していた（J2・J3入れ替え戦参照）。

J3とJFLの間
  - 2023年開始（J3・JFL入れ替え戦参照）。Jリーグ入会のためのクラブライセンス交付判定を受けたJFL所属のクラブがJFLで2位以内に入った場合、最大2クラブがJ3と入れ替えになる。JFL優勝クラブがJ3に自動入会、JFL2位クラブはJ3下位クラブと入れ替え戦を実施。
- Bリーグ
B1とB2の間
  - B1年間勝率下位4クラブによる「B1残留プレーオフ」1回戦敗者2クラブとB2各地区1位とワイルドカードを加えた4クラブ（ただしB1ライセンスの保有が条件）によるB2プレーオフ上位2クラブが自動入れ替え。B1残留プレーオフ決勝戦敗者とB2プレーオフ3位決定戦勝者で入れ替え戦を行う。

B2とB3リーグの間
  - B2最下位クラブとB3リーグ優勝クラブ（ただしBリーグ準加盟かつB1またはB2ライセンスの保有が条件）で入れ替え戦を行う。

#### 社会人（アマチュア）スポーツ
- 日本フットボールリーグ
  - JFLの下位2クラブが全国地域サッカーチャンピオンズリーグの上位2クラブと自動入れ替え。2007年から2012年まではJFL16位のクラブと地域リーグ決勝大会の3位クラブとの入れ替え戦を併用していた。ただしJFLでJ3への昇格、休廃部、並びに撤退による自主降格などで欠員が出た場合は入れ替え戦を行わない場合がある。2021年には、入れ替え戦の条件が成立し、JFL・地域リーグ入れ替え戦が開催された。
  - J2リーグが22クラブとなってからJ3リーグが施行されるまでの間の2012年と2013年は、準会員でクラブライセンスに合格したチームが2位に入った時にJ2・JFL入れ替え戦が行われていた。2014年から2022年までは、JFLとJ3リーグとの間ではJFLからの昇格のみの一方通行であり、入れ替え自体が行われていなかったが、2023年からJ3・JFL入れ替え戦が行われる予定となっている。
- なでしこリーグ
  - 但し、2010年から準加盟のクラブがチャレンジリーグ（2部）で上位の成績を収めた場合に限る
  - なでしこリーグ10位とチャレンジリーグの準加盟で4位以内に入り、かつその内輪で最上位のクラブが自動入れ替え。なでしこリーグ9位とチャレンジリーグ4位以内でかつ準加盟の2番目に成績の良かったクラブが入れ替え戦。
- ジャパンラグビートップリーグ
  - 創設当初はトップリーグ下位2チームと3つの地域ブロックリーグ（トップイーストリーグ、トップウェスト、トップキュウシュウ）の1位チームによる「トップチャレンジ1」の上位2チームが自動入れ替え。「トップチャレンジ1」の3位とブロックリーグ2位による「トップチャレンジ2」の1位チームがトップリーグのその次に成績の悪かった2チームとの入れ替え戦に回っていた。（チーム拡張により自動降格をせず、トップチャレンジ1の上位を自動昇格、チャレンジ1の3位とチャレンジ2の1位がトップリーグ下位2チームと入れ替え戦をすることもあった）
  - 2013-14年シーズンから、自動入れ替えは1（トップリーグ最下位とトップチャレンジ1の優勝チーム間）、残りのトップチャレンジ1の3チームとトップリーグで成績がその次に悪かった3チームを対象に入れ替え戦を行う。
- 日本女子ソフトボールリーグ

#### 学生スポーツ
- 大学サッカー
  - 関西学生サッカー連盟
- 九州地区大学野球連盟北部九州ブロック

## 国際大会、海外の国内リーグ
国際大会や海外の国内リーグにおいても以下の大会で入れ替え戦が実施されている。
- デビスカップ
- フェドカップ
- バスケットボール女子アジア選手権
- バレーボール・ワールドリーグ
- サッカー・ブンデスリーガ (ドイツ)
- PGAツアー

## その他
- 大相撲においては、本場所終盤になると幕内下位の不成績者－十両上位の好成績者といった取組がよく組まれ、マスコミなどで「入れ替え戦的様相」とよく例えられる。もちろん勝った方が幕内の地位の維持あるいは奪取に近づくので入れ替え戦的要素はあるが、直接その一番の勝敗で入れ替わるわけではない。